# 太姥山站
太姥山站，位于中国福建省宁德市福鼎市太姥山镇（2011年由原秦屿镇更名），由南昌局集团管辖，于2009年9月28日随温福铁路正式通车同时启用。
该站与福鼎站相距20多公里，只办理客运业务，主要服务于到太姥山游玩的旅客。

## 历史
2009年9月28日正式启用。

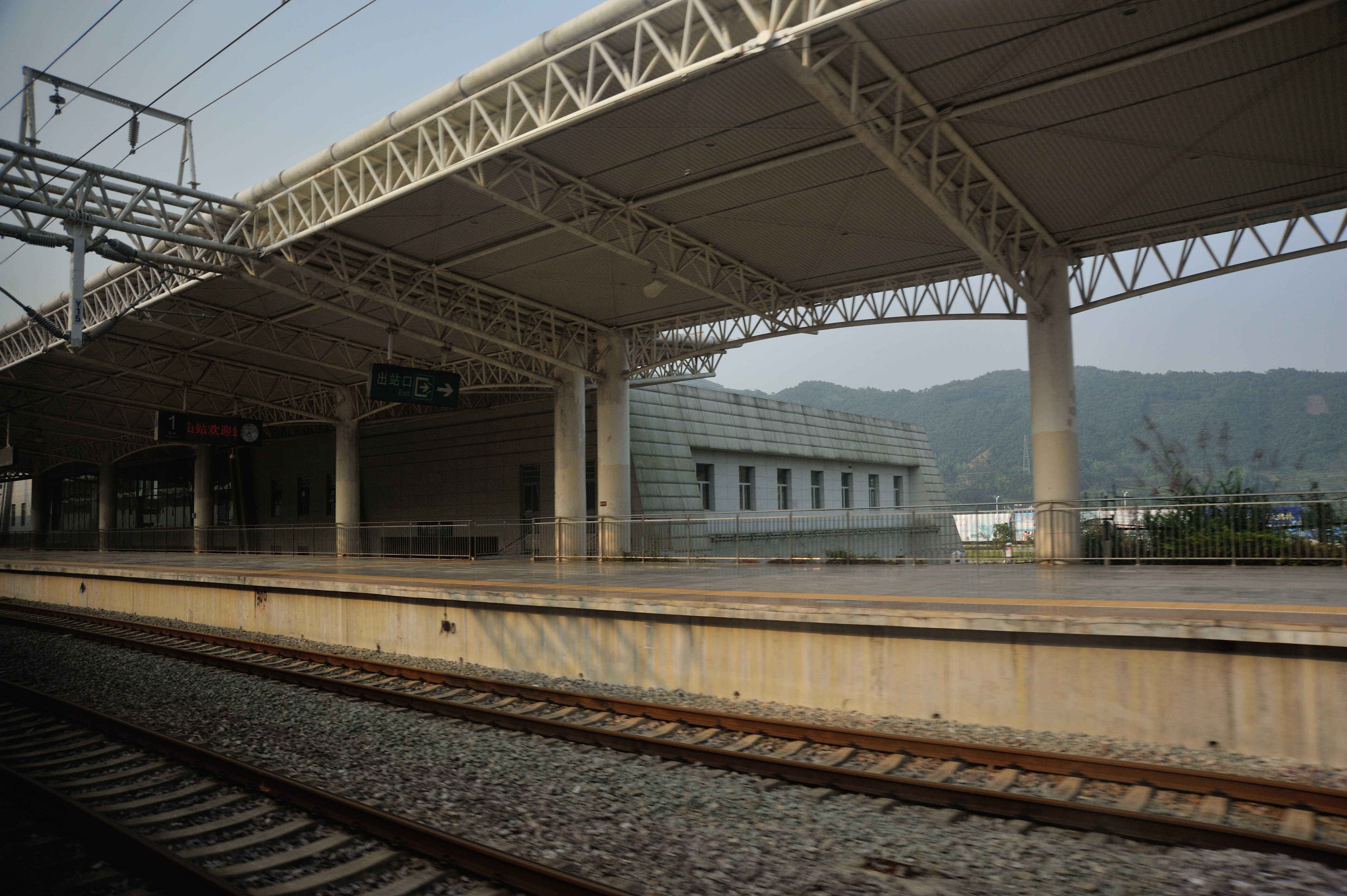
太姥山站
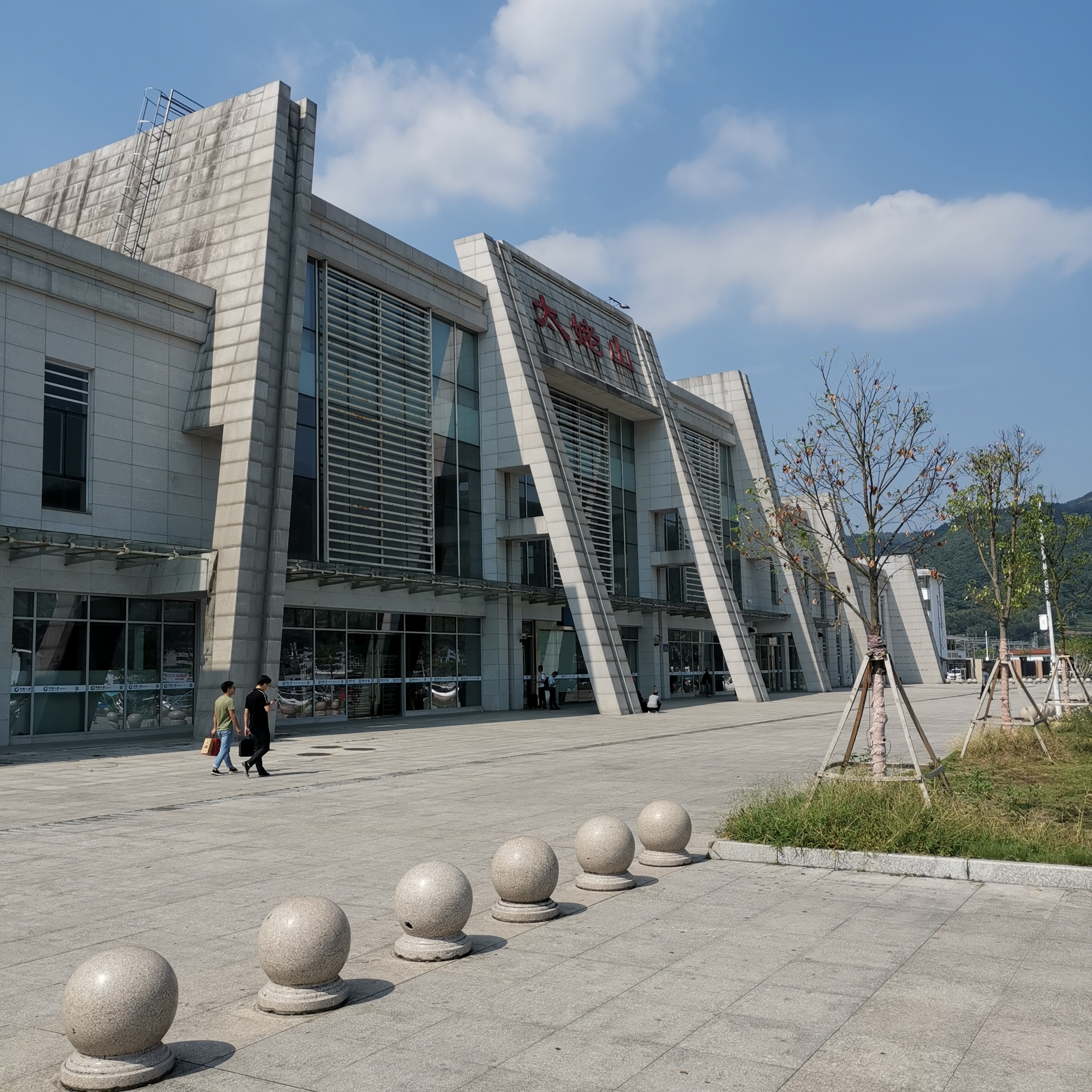
太姥山站
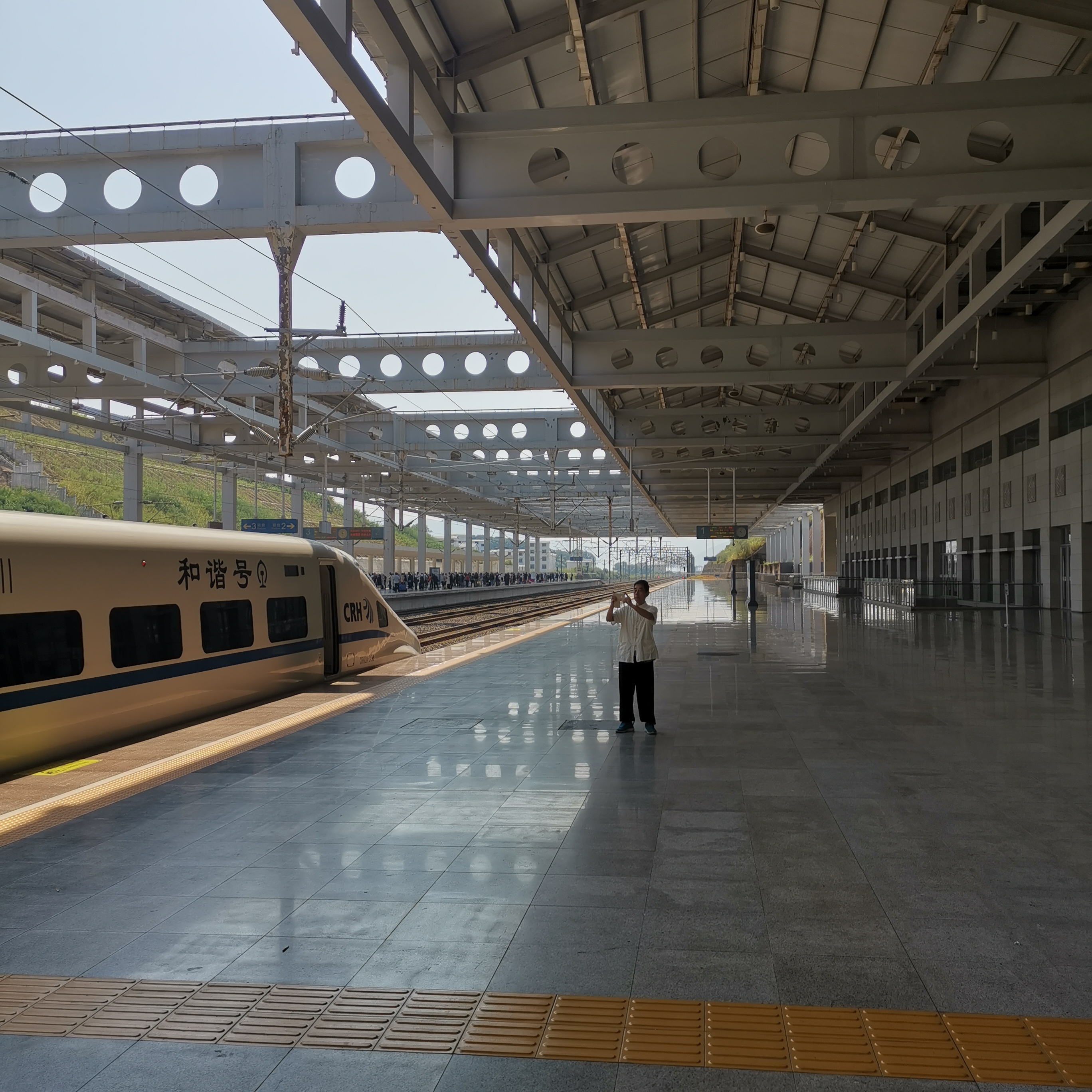
太姥山站